# Mars 5
La missione spaziale sovietica Mars 5, consisteva nel lancio, assieme alla sua gemella Mars 4, di una sonda destinata ad entrare in orbita attorno al pianeta Marte con il compito di eseguire foto, raccogliere informazioni sull'atmosfera e sulla superficie del pianeta e fungere da ripetitore verso terra dei segnali inviati dai rover Mars 6 e Mars 7. A differenza della sua gemella, Mars 5 raggiunse Marte ed entrò correttamente in orbita, iniziando la sua missione. A causa di un guasto interno la sonda perse la comunicazione con la Terra dopo solo 22,81 giorni di "lavoro".

## Missione
Mars 5 fu lanciato in orbita tramite il vettore Proton il 25 luglio 1973 alle 14:55:48 UTC e fu inserito sulla rotta verso il pianeta rosso alle 20:15 UTC dello stesso giorno. Dopo una correzione di rotta eseguita il 3 agosto, Mars 5 raggiunse Marte il 12 febbraio 1974 alle 15:45:00 UTC e si immise in un'orbita ellittica di 1.755 km x 32.555 km inclinata di 35,33° e della durata di 24.87 ore.
Mars 5 raccolse dati per 22 orbite prima che una perdita di pressione avvenuta nel contenitore del sistema di trasmissione dati interrompesse la missione. In totale furono trasmesse a terra 43 fotografie usabili ritraenti un'area a sud delle Valles Marineris che va da 5° N, 330° O a 20° S, 130° O più 5 panorami del pianeta rosso. Sempre in questa zona furono eseguite le altre misurazioni scientifiche che la sonda era in grado di eseguire.

## La sonda
Mars 5, come Mars 4 in quanto sonde gemelle, fu equipaggiato con un sistema televisivo composto da due telecamere. Una, di nome Vega, con lunghezza focale di 52 mm, rapporto focale di f/2.8 e apertura angolare di 35,7 gradi. L'altra, chiamata Zufar, con lunghezza focale di 350 mm, rapporto focale di f/4.5 e apertura angolare di 5,67 gradi. Le immagini furono scattate attraverso un filtro rosso e potrebbero aver avuto una risoluzione in pixel di 1000x1000 o 2000x2000 quando furono trasmesse a Terra. La risoluzione delle foto andava dai 100 metri al chilometro e il dispositivo atto ad eseguire la digitalizzazione delle riprese era in grado di generare immagini panoramiche nel visibile e nel vicino infrarosso.
A bordo della sonda furono installati anche un fotometro Lyman-Alph, in grado di rilevare l'idrogeno nell'alta atmosfera, un magnetometro, rilevatori di plasma di ioni, un sensore di plasma elettrostatico per studiare il vento solare, un radiometro all'infrarosso per acquisire la temperatura della superficie marziana, un polarimetro radio per rilevare la costante dielettrica interna al pianeta, due polarimetri per studiare le caratteristiche della superficie marziana ed uno spettrometro per investigare le emissioni di particelle nell'alta atmosfera.
Oltre a questa strumentazione scientifica a bordo furono anche installati due fotometri destinati uno alla ricerca dell'acqua nell'atmosfera e l'altro per rilevare l'ozono. Inoltre la sonda era dotata di strumentazione in grado di eseguire esperimenti di radio-occultazione per scoprire la densità dell'atmosfera e della ionosfera. In più Mars 5 ospitava strumentazione creata in Francia atta a studiare le emissioni solari e la loro intensità.

## Dati scientifici[2]
I dati raccolti dal radiometro infrarosso mostrarono una temperatura superficiale massima di 272 Kelvin, 230 vicino al terminatore e 200 nell'emisfero notturno. L'inerzia termica del suolo si dimostrò coerente con l'esistenza di polveri con granulometria da 0,1 a 0,5 mm, mentre i dati provenienti dai polarimetri misero in evidenza depositi eolici con granulometria più piccola di 0,04 mm. Furono rilevate rocce di tipo femico con composizione simile a quelle terrestri. La costante dielettrica rilevata andava da 2,5 a 4 per una profondità di diverse decine di centimetri. Fu rilevato anche vapore acqueo in quantità interessanti a sud della regione Tharsis. Inoltre si scoprì un sottile (un centesimo di quello terrestre) strato di ozono a 40 km di altitudine. Gli esperimenti di occultazione radio confermarono i pochi dati rilevati dal Mars 4, dimostrando l'esistenza di una ionosfera nell'emisfero notturno con una densità di elettroni massima di 4.600 per centimetro cubo a un'altitudine di 110 km e una pressione atmosferica in prossimità della superficie di 6,7 mbar.